# Alla scoperta di 'Ohana
Alla scoperta di 'Ohana (Finding 'Ohana)	 è un film del 2021 diretto da Jude Weng.
Il film è basato sul film del 1985 I Goonies, diretto da Richard Donner.

## Trama
Durante l'estate, a Oahu, alle Hawaii, un fratello e una sorella di Brooklyn compiono una missione per ritrovare un tesoro riscoprendo le loro origini hawaiane.

## Distribuzione
Il film è stato distribuito sulla piattaforma Netflix a partire dal 29 gennaio 2021.